# Jugend testet

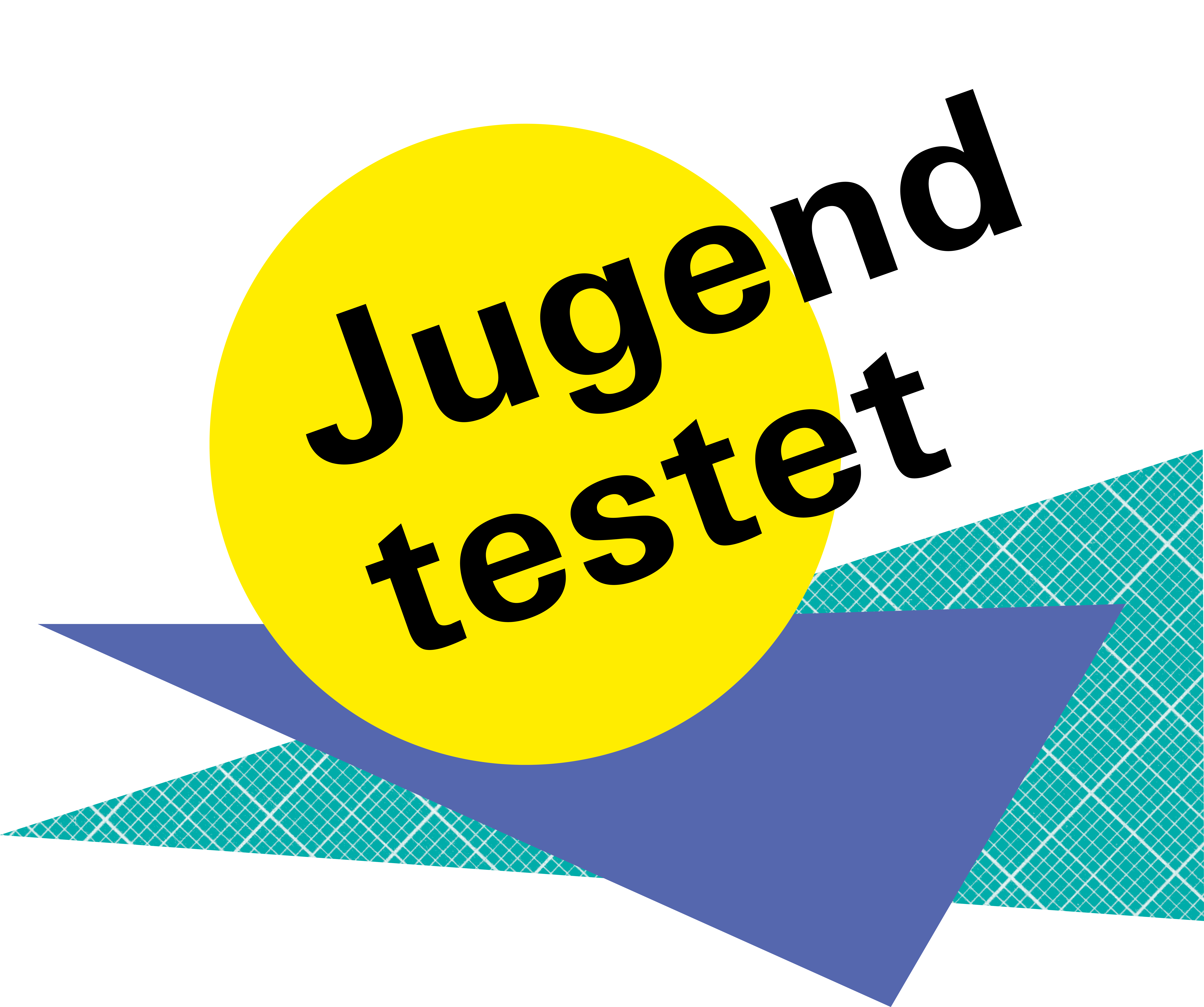
Logo Jugend testet

Jugend testet ist ein Jugendwettbewerb der Stiftung Warentest in Deutschland, in dem Jugendliche selbstständig Produkte und Dienstleistungen testen können. Die besten Tests prämiert eine Jury aus Testexperten der Stiftung Warentest und weiteren Experten aus Medien und Verbraucherschutz. Ziel des Wettbewerbs ist es, kritisches Verbraucherverhalten bei jungen Menschen zu fördern.
Schirmherrin ist Bundesverbraucherschutzministerin Steffi Lemke. Der Wettbewerb ist Mitglied in der Arbeitsgemeinschaft bundesweiter Schülerwettbewerbe.

## Ablauf
Bei Jugend testet untersuchen Jugendliche selbstständig Produkte und Dienstleistungen. Thematische Vorgaben gibt es nicht. Die Teilnehmer wählen ihr Thema selbst, organisieren sich selbstständig die Prüfprodukte, überlegen sich Testkriterien und Untersuchungsmethoden für einen vergleichenden Warentest. Am Ende reichen sie einen Bericht ein, in dem sie ihren gesamten Test, die Durchführung und die Ergebnisse beschreiben.
Der Wettbewerb findet jährlich statt. Die neue Runde startet immer zu Schuljahresbeginn im September. Anmeldungen sind in der Regel bis Ende des Jahres möglich. Einsendeschluss für die fertigen Wettbewerbsbeiträge ist in der Regel Ende Januar.
Die Preisverleihung findet in der Regel im Juni vor Beginn der Sommerferien in Berlin statt. Die Preisträger-Teams und ihre prämierten Tests werden im Internet vorgestellt. Außerdem berichten zahlreiche Medien und die Publikationen der Stiftung Warentest – test, Finanztest und test.de – über die Gewinner-Teams.

## Teilnahmebedingungen
Mitmachen können Jugendliche zwischen zwölf und 19 Jahren. Stichtag für das Teilnehmer-Alter ist der Einsendeschluss. Teilnehmen können Einzelpersonen, Gruppen oder Schulklassen. Eine Lehrkraft muss das Team zum Wettbewerb anmelden.

## Wettbewerbsbeitrag
Die Teilnehmer reichen einen Bericht über ihren Test zum Wettbewerb ein. Der Bericht darf maximal zehn DIN-A4-Seiten umfassen. In diesem Bericht beschreiben die Teilnehmer den Test, das heißt, was sie warum untersucht haben, wie sie dabei vorgegangen sind und was sie herausgefunden haben. Zusätzlich zu den zehn Seiten reichen sie eine Kurzfassung ein (eine Seite mit Fragestellungen, Untersuchungsmethoden, Ergebnissen).

## Jury
Die Jury besteht aus Testexperten der Stiftung Warentest und weiteren Experten aus Medien und Verbraucherschutz. Sie bewertet, wie die Tests durchgeführt wurden, wie sauber gearbeitet und dokumentiert wurde und ob der Test nachvollziehbar ist. Die wichtigsten Kriterien für die Bewertung der Jury sind:
- Thema: Originalität, Fragestellung, Nutzen für andere Verbraucher
- Vorgehensweise: Systematik, Genauigkeit, Vollständigkeit, Informations- und Erkenntnisgewinn
- Darstellung: Verständlichkeit, Anschaulichkeit (Tabellen, Schaubilder)

Gefordert sind nicht aufwändige Laboruntersuchungen oder chemische Analysen – wichtiger sind ein durchdachtes Vorgehen und Kreativität bei der Entwicklung von Untersuchungsmethoden, die angemessen und für Schüler auch realisierbar sind.

## Preise
Insgesamt gibt es Geldpreise im Gesamtwert von 12000 Euro zu gewinnen sowie Sachpreise und Reisen nach Berlin.
Es gibt zwei Wettbewerbskategorien, in denen jeweils drei Hauptpreise vergeben werden:
Wettbewerbskategorie Produkttests
- 1. Preis: 2500 Euro
- 2. Preis: 2000 Euro
- 3. Preis: 1500 Euro

Wettbewerbskategorie Dienstleistungstests
- 1. Preis: 2500 Euro
- 2. Preis: 2000 Euro
- 3. Preis: 1500 Euro

## Ziele des Wettbewerbs
Mit dem Wettbewerb Jugend testet möchte die Stiftung Warentest bei Jugendlichen den kritischen Umgang mit Produkten, Dienstleistungen und Werbung fördern, gemäß §2 ihrer Satzung: „Zweck der Stiftung ist die Förderung von Verbraucherschutz.“ Erreicht wird dies durch die intensive Auseinandersetzung der Jugendlichen mit den Produkten und Dienstleistungen, die sie testen: Denn bevor sie mit ihren Tests beginnen, müssen sie Prüfkriterien aufstellen und die einzelnen Kriterien auch untereinander gewichten.

## Geschichte
Der Wettbewerb Jugend testet wird seit 1979 veranstaltet. Zunächst fand er alle zwei Jahre, seit 2007 dann jährlich statt. 1993, 1995 und 1997 wurde der Wettbewerb nicht ausgeschrieben.
Jedes Jahr beteiligen sich rund 2000 Jugendliche, die meist in kleinen Teams zwischen 500 und 600 Testberichte einreichen. Seit Bestehen des Wettbewerbs haben über 50.000 Jugendliche daran teilgenommen (Stand: März 2021).